# Marino Faliero
Marino Faliero (1274 – 17 de abril de 1355) fue dux de Venecia desde su proclamación el 11 de septiembre de 1354 hasta su muerte. En el idioma véneto es denominado Marin Falier, en vez de la versión italianizada de su nombre.

## Biografía
Faliero era miembro destacado la aristocracia veneciana, y desde su juventud prestó servicios a la República de Venecia. En 1345 fue encargado de dirigir la lucha contra una sublevación en la ciudad de Zara, y luego fue jefe de la flota naval veneciana, y gobernador de Eubea, habiendo luego servido en la diplomacia ante la sede papal de Aviñón, destacando como hombre de acción y ampliamente capacitado en funciones de administración.  
Al morir el dux Andrea Dandolo en septiembre de 1354, en medio de una guerra contra la República de Génova, Faliero fue elegido como sucesor mientras se hallaba en Francia en misión diplomática, volviendo a Venecia de inmediato. La guerra contra Génova había dañado las finanzas de Venecia y sembraba el descontento entre mercaderes y aristócratas, a lo cual se añadía la derrota de la flota naval veneciana a manos de los genoveses en el Egeo el 4 de noviembre de 1354. 
Por esa época, diversas ciudades-estado italianas (como Florencia, Siena, o Milán) rechazaban sus gobiernos aristocráticos, llamados signoria, que estaban basados en el predominio de unas familias aristocráticas determinadas, estableciendo en su lugar gobiernos de "príncipes", basados en un líder carismático con apoyo social más amplio pues estos "principados" incluían en el gobierno a la naciente burguesía adinerada, clase surgida principalmente por la expansión del comercio pero que no pertenecía a la aristocracia. 
Debido a este contexto histórico se sospecha que Faliero deseaba aprovechar la favorable coyuntura política del resto de Italia para derrocar a la oligarquía imperante en su patria, instalarse a sí mismo como "príncipe de Venecia" a imitación de lo sucedido en otras ciudades, y de esta manera concentrar en su persona todo el poder político, eliminando el equilibrio de poderes que caracterizaba a la República de Venecia. 
Pese a tener ya ochenta años, Faliero convenció a varios aristócratas y comerciantes de unirse a su conspiración para un golpe de Estado que expulsara del poder a las demás familias aristocráticas, pactando que Faliero apoyaría el asesinato de algunos destacados aristócratas y tras ello decretaría una transformación del gobierno veneciano, declarándose príncipe y suprimiendo diversos órganos de la República. No obstante, el amplísimo sistema de mutuo espionaje establecido por la República (del cual ni siquiera el dux escapaba) causó que las intrigas de Faliero fueran rápidamente denunciadas al Consejo de los Diez, por lo cual dicho órgano arrestó a Faliero acusándolo de traición junto a sus cómplices el 15 de abril de 1355.
Delatado por sus seguidores, Faliero aceptó su culpabilidad ante el Consejo de los Diez y fue condenado a muerte en votación unánime. El 17 de abril de 1355, tras apenas siete meses de gobierno, Faliero fue decapitado en las escalinatas del Palacio Ducal de Venecia y su cuerpo mutilado en público como escarmiento, mientras sus diez principales cómplices morían ahorcados en la Plaza de San Marcos.
Tras su muerte fue condenado a una efectiva damnatio memoriae, en la Sala del Maggior Consiglio, donde se colocaban retratos de todos los dux, su imagen fue pintada de negro, con una inscripción en latín al pie: Hic est locus Marini Faletro decapitati pro criminibus («Este es el sitio de Marino Faliero, decapitado por sus crímenes»). Faliero fue el único dux de Venecia arrestado y condenado por su propio gobierno, lo cual daba cuenta del eficaz sistema de vigilancia en el cual se basaba esta República, así como la impotencia del propio dux para sustraerse a la vigilancia del Estado.